# David Chaillou
Pour les articles homonymes, voir Chaillou.
David Chaillou ou Chaliou (1628-1687), d'origine toulousaine, devient premier valet de chambre du comte de Soissons et officier de la reine après avoir voyagé en Espagne et en Pologne. Par lettre de patente exclusive du 28 mai 1659, Louis XIV lui permet de faire, faire faire, vendre et débiter une certaine composition qui se nomme chocolat - en liqueurs, en pastilles ou en boëttes - dans toute l'étendue du royaume de France. Cette concession lui est accordée pour 29 ans par Mazarin.
Deux ans après l'enregistrement de son privilège, David Chaillou fabrique son chocolat au coin de la rue de l'Arbre-Sec et de la rue Saint-Honoré près de la Fontaine de la Croix-du-Trahoir, derrière le Louvre à Paris. C'est dans cet emplacement [situé juste en face des Halles de Paris, ce qui lui permet de surveiller le respect de ce monopole - renouvelé par l'ordonnance royale du 5 février 1666 -] que s'ouvre la première "boutique de chocolat à boire" en 1671. Ce monopole de chocolatier unique à Paris rendra très onéreux l'achat de cette nouvelle denrée de 1659 à 1688.
David Chaillou est un pionnier dans le chocolat, il est celui par qui la folie du chocolat est arrivée en France.